# Dungeon Master Nexus
Dungeon Master Nexus je sequel RPG videohry Dungeon Master. Vyšel v Japonsku v roce 1998 pro 32bitovou herní konzoli Sega Saturn. V jiném jazyce než v japonštině hra nevyšla. 
Je to první hra v rámci série Dungeon Master, která využívá plný grafický 3D engine. Obsahuje 3 podzemní kobky s celkem 15 levely.
Většina příšer je stejná jako v původní hře Dungeon Master z roku 1987. Nalézají se zde např. mumie, goblini, rytíři a draci.

## Příběh
Mistr Šedý Lord, jehož duše se při experimentu s kamenem Power Gem, který by dal nekonečnou zásobu many rozdělila vedví, posílá svého pomocníka - kněze Therona do podzemí hory Anais, aby jej zachránil. Jelikož Theron je duch, musí ze Síně šampionů vybrat maximálně čtyři hrdiny (z dvaceti), kteří se úkolu ujmou.